# Estadio El Teniente
El Parque y Estadio Codelco El Teniente es un recinto polideportivo y estadio chileno ubicado en la ciudad de Rancagua, inaugurado en 1945 y propiedad de Codelco. Es uno de los principales recintos deportivos de la región de O'Higgins, y se destaca por haber sido una de las cuatro sedes de la Copa Mundial de Fútbol de 1962.
El club que hace de local es O'Higgins. El estadio ha sido escenario de encuentros de la Copa Libertadores de América, la Copa Sudamericana, y la Copa Conmebol en diversas oportunidades. Fue sede de la Copa América 2015, Campeonato Sudamericano de Fútbol Sub-20 de 2019 y el Campeonato Sudamericano de Fútbol Sub-17 de 2017.
El 20 de enero de 2015 la página Stadiums Database especialista en estadios a nivel mundial lo nominó como uno de los mejores 32 estadios del mundo durante el 2014, en la lista, donde principalmente aparecen coliseos de Brasil, país sede de la Copa Mundial Brasil 2014, siendo el único estadio sudamericano fuera de Brasil en aparecer.

## Historia

### Construcción
Fue construido por la compañía minera de cobre estadounidense Braden Copper Co. que explotaba la mina El Teniente. Así, el 1 de junio de 1945 fue inaugurado como Estadio Braden Copper Company. Sin embargo, comenzó a ser utilizado sólo en 1947.
En sus primeros años, el estadio acogió como local al club de fútbol Braden, también propiedad de la cuprífera, hasta 1954 cuando dicho equipo dio nacimiento al club O'Higgins Braden. Al año siguiente, este se fusionó con el América de Rancagua, dando origen al Club Deportivo O'Higgins, que ha tenido la localía del estadio desde ese entonces.

### Sede del Mundial de 1962

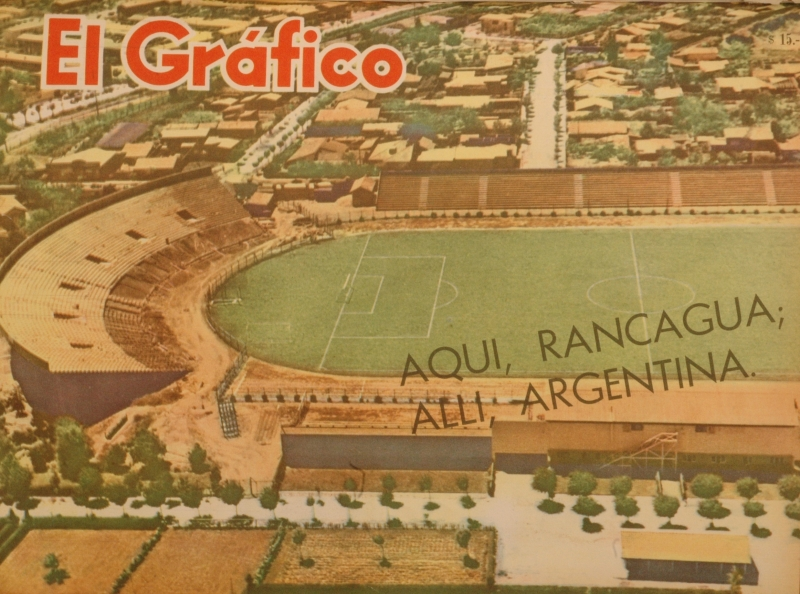
El Estadio Braden Copper Co. en la revista El Gráfico de Argentina, en mayo de 1962.

La designación del Estadio de la Braden Copper de Rancagua como sede mundialista se debe a una emergencia. En efecto, el terremoto de Valdivia de 1960 destruyó las ciudades sedes originales de la Copa Mundial de Fútbol de 1962 que eran Talca, Concepción, Talcahuano y Valdivia, lo que produjo su descarte automático y obligó a la modificación completa de la programación del Mundial, a esto se suma que Antofagasta y Valparaíso desistieron de ser sedes debido a que sus estadios no podían ser autofinanciados, condición que debió imponer la Federación ante la falta de recursos.
En vista del desolador panorama para la organización, la minera estadounidense permitió la utilización de su estadio en Rancagua, para lo cual se invirtieron 200 millones de pesos para remodelarlo y habilitar dependencias para los equipos visitantes y los espectadores. La remodelación estuvo a cargo del subdirector del Departamento de Relaciones Industriales de Braden Copper, Estanislao León, y de los políticos Patricio Mekis y Nelson Pereira.
A pesar de los esfuerzos de la Braden Copper Company, El Teniente fue considerado por muchos como el más modesto de los escenarios de dicho Mundial, debido a su estructura sencilla y poca capacidad de público. A tantó llegó la frugalidad que un periodista argentino tuvo una impresión de estar más en un estadio de la tercera división de su país que en uno mundialista.[cita requerida]

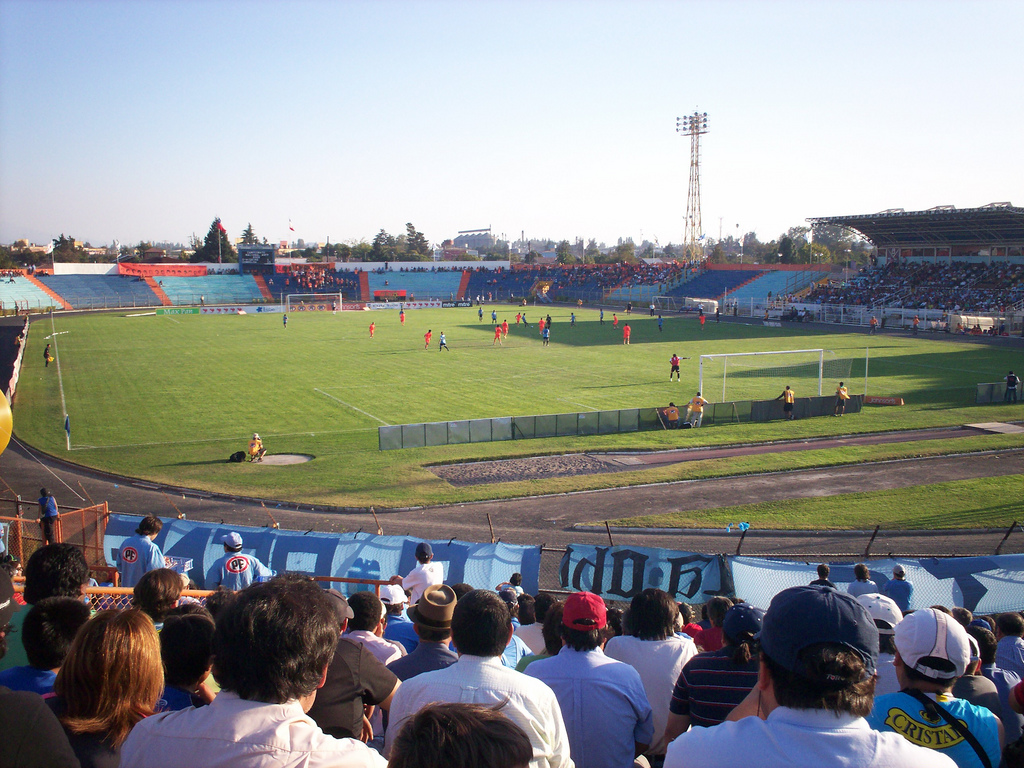
Estadio en 2009.

### Propiedad de Codelco
Para 1968, el recinto había cambiado su nombre a Estadio William Braden, en homenaje al fundador de la Braden Copper Co. Un año antes, en 1967, el Estado de Chile adquirió el 51% de las acciones de dicha empresa, en el marco de la nacionalización del cobre, que concluyó en 1971. Por ende, la propiedad y administración del estadio pasaron a la estatal Codelco Chile, por lo que cambió nuevamente su nombre por el actual.
En 1995, la marquesina del estadio sufrió un incendio y resultó completamente destruida, por lo que posteriormente tuvo que ser reconstruida. Así, la tribuna oficial y la galería norte quedaron construidos con cemento, mientras que el resto del estadio siguió siendo de madera.

### Remodelación y Copa América 2015

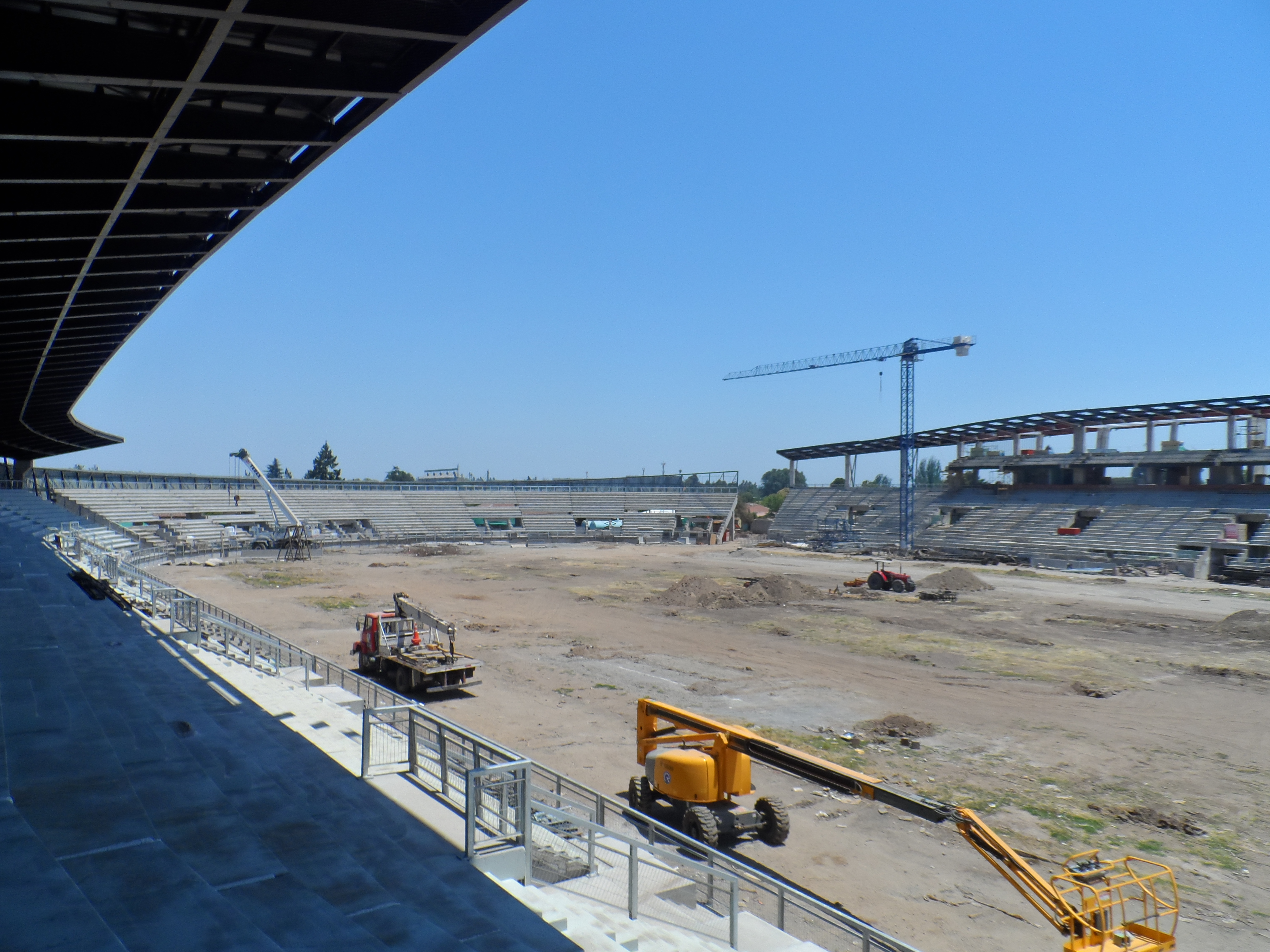
Construcción del estadio en enero de 2014.

El 21 de mayo de 2008, la entonces presidenta Michelle Bachelet anunció el programa "Red de Estadios para el Bicentenario", dentro del cual se construyeron nuevos estadios y se planificó la remodelación de otros. Aunque el Estadio El Teniente estaba entre ellos, su remodelación se retrasó debido al terremoto de 2010.
El 2 de septiembre de 2012, el presidente Sebastián Piñera anunció en Rancagua el proyecto definitivo de remodelación del Estadio, aumentando su capacidad a 14 000 espectadores. Las obras comenzaron el 19 de febrero de 2013.
Paralelamente a ello, la Asociación Nacional de Fútbol Profesional (ANFP) anunció en diciembre de 2012 que El Teniente había sido seleccionado como sede de la Copa América 2015, junto con Santiago, Antofagasta, La Serena, Valparaíso, Viña del Mar, Concepción y Temuco. La sede fue disputada con la ciudad de Talca, sin embargo la mayor cercanía de Rancagua con la capital chilena favoreció para la obtención del cupo.
El nuevo estadio fue inaugurado el 8 de abril de 2014, en un partido de O'Higgins contra Club Atlético Lanús por la Copa Libertadores 2014, encuentro que terminó empatado 0-0, y con la eliminación del plantel chileno. Mientras que de manera oficial, por el campeonato de primera división de Chile, fue inaugurado el 26 de julio de 2014 en el partido de O'Higgins frente a la Universidad de Chile, con triunfo de los azules por 3 goles a 1.

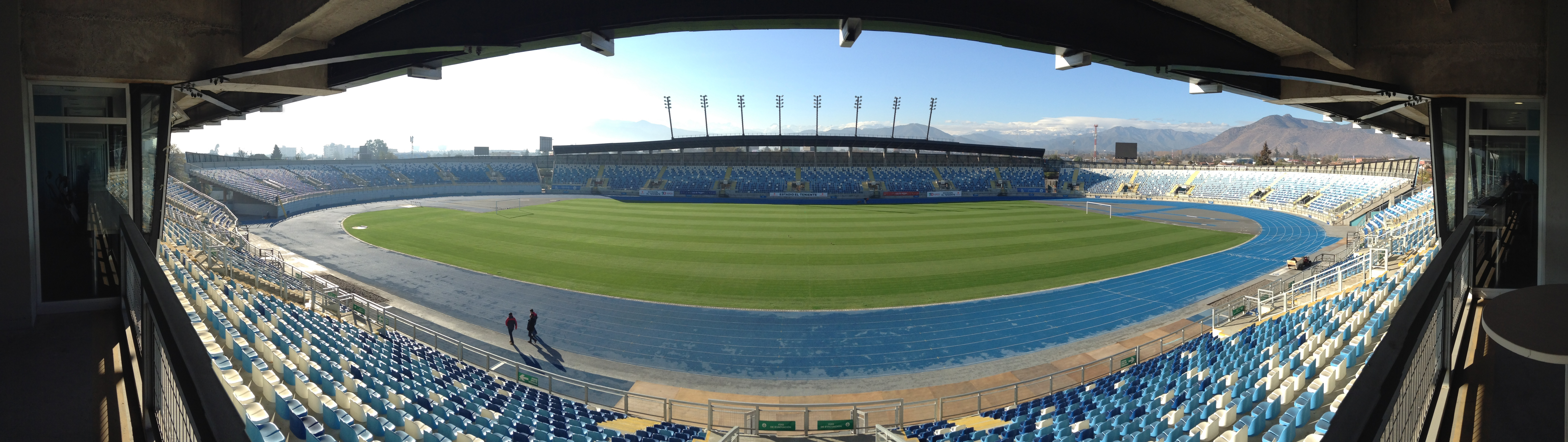
Panorámica del Estadio El Teniente, vista desde Marquesina.

### Remodelación de 2025 y cambio de nombre
Actualmente se están realizando distintas mejoras en el estadio para su uso como sede en el Mundial Sub-20 de 2025.  En medio de los trabajos de remodelación, el estadio cambió oficialmente su nombre a «Estadio Codelco El Teniente».

## Sectores
El estadio tiene cinco sectores tras su remodelación de 2014:
- Galería 16: galería norte, hacia calle Pedro de Valdivia. Llamada históricamente como galería Angostura, su nombre fue modificado en 2022 en homenaje a los 16 hinchas fallecidos en la Tragedia de Tomé.[11]
- Galería Marquesina: tribuna poniente, hacia calle Almarza.
- Galería Andes: tribuna oriente, hacia calle Freire.
- Galería Rengo: galería sur, hacia calle Turton, utilizada por las hinchadas visitantes.
- Palco VIP: Platea sobre el sector Marquesina.

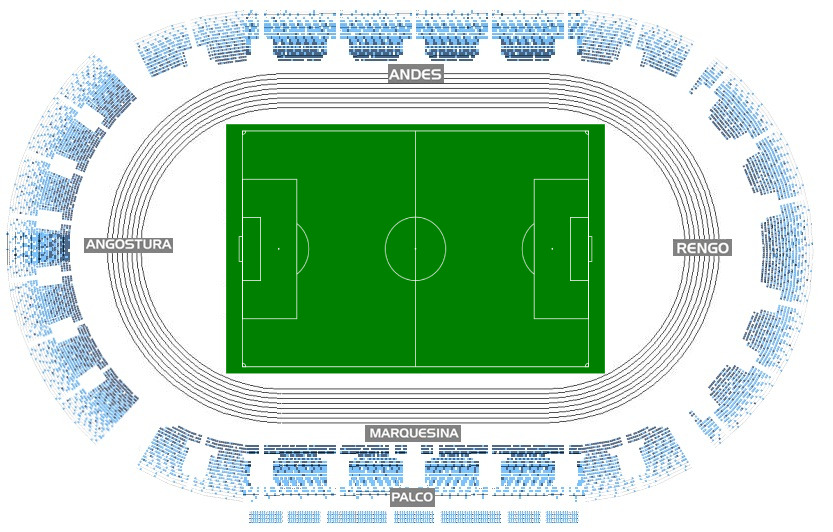
Mapa con los sectores del estadio

## Eventos deportivos internacionales

### Copa Mundial de Fútbol de 1962
En el estadio se disputaron todos los partidos del Grupo D (compuesto por las selecciones de Inglaterra, Argentina, Bulgaria y Hungría) y un partido de los cuartos de final (Checoslovaquia contra Hungría).
Grupo D
| Equipo     | Pts | PJ | PG | PE | PP | GF | GC | Dif |
| ---------- | --- | -- | -- | -- | -- | -- | -- | --- |
| Hungría    | 5   | 3  | 2  | 1  | 0  | 8  | 2  | 6   |
| Inglaterra | 3   | 3  | 1  | 1  | 1  | 4  | 3  | 1   |
| Argentina  | 3   | 3  | 1  | 1  | 1  | 2  | 3  | -1  |
| Bulgaria   | 1   | 3  | 0  | 1  | 2  | 1  | 7  | -6  |

| 30 de mayo de 1962 | Argentina  | 1:0 (1:0) | Bulgaria | Est. Braden Copper Co., Rancagua                                     |                                                                      |
|                    | Facundo 4' |           |          | Asistencia: 7.134 espectadores Árbitro(s): Juan Gardeazabal (España) | Asistencia: 7.134 espectadores Árbitro(s): Juan Gardeazabal (España) |

| 31 de mayo de 1962 | Hungría                | 2:1 (1:0) | Inglaterra      | Est. Braden Copper Co., Rancagua                                   |                                                                    |
|                    | Tichy 17' · Albert 61' |           | Flowers 60' (p) | Asistencia: 7.938 espectadores Árbitro(s): Leo Horn (Países Bajos) | Asistencia: 7.938 espectadores Árbitro(s): Leo Horn (Países Bajos) |

| 2 de junio de 1962 | Inglaterra                                   | 3:1 (2:0) | Argentina      | Est. Braden Copper Co., Rancagua                                               |                                                                                |
|                    | Flowers 17' (p) · Charlton 42' · Greaves 67' |           | Sanfilippo 81' | Asistencia: 9.794 espectadores Árbitro(s): Nickolaj Latychev (Unión Soviética) | Asistencia: 9.794 espectadores Árbitro(s): Nickolaj Latychev (Unión Soviética) |

| 3 de junio de 1962 | Hungría                                        | 6:1 (4:0) | Bulgaria    | Est. Braden Copper Co., Rancagua                                     |                                                                      |
|                    | Albert 1' 6' 53' · Tichy 8' 70' · Solymosi 12' |           | Sokolov 64' | Asistencia: 7.442 espectadores Árbitro(s): Juan Gardeazabal (España) | Asistencia: 7.442 espectadores Árbitro(s): Juan Gardeazabal (España) |

| 6 de junio de 1962 | Hungría | 0:0 | Argentina | Est. Braden Copper Co., Rancagua                                  |  |
|                    |         |     |           | Asistencia: 7.945 espectadores Árbitro(s): Arturo Yamasaki (Perú) |  |

| 7 de junio de 1962 | Inglaterra | 0:0 | Bulgaria | Est. Braden Copper Co., Rancagua                                     |  |
|                    |            |     |          | Asistencia: 5.700 espectadores Árbitro(s): Antoine Blavier (Bélgica) |  |

Cuartos de final
| 10 de junio de 1962 | Checoslovaquia | 1:0 (1:0) | Hungría | Est. Braden Copper Co., Rancagua                                               |                                                                                |
|                     | Scherer 13'    |           |         | Asistencia: 11.690 espectadores Árbitro(s): Nikolay Latyshev (Unión Soviética) | Asistencia: 11.690 espectadores Árbitro(s): Nikolay Latyshev (Unión Soviética) |

### Copa América 2015
En 2012, El Teniente fue seleccionado sede de la Copa América 2015. El alcalde de Rancagua Eduardo Soto Romero presentó la propuesta al Comité Organizador Local del certamen continental, pese a que aún el coliseo no era aún remodelado. En el recinto se jugaron dos partidos de la primera fase, correspondientes a los grupos A y C. Las cuatro selecciones que se enfrentaron en el estadio fueron determinadas por el sorteo realizado el 24 de noviembre de 2014. El comité organizador local de la ciudad estuvo a cargo del periodista local Waldo Correa Mardones y este organismo contó con la participación de personal municipal y la colaboración de funcionarios de la División El Teniente.
Grupo A
| 19 de junio de 2015, 18:00 | México             | 1:2 (0:1) | Ecuador                    | Estadio El Teniente, Rancagua                           |                                                         |
|                            | Jiménez 64' (pen.) | Reporte   | Bolaños 26' · Valencia 56' | Asistencia: 11 051 espectadores Árbitro(s): José Argote | Asistencia: 11 051 espectadores Árbitro(s): José Argote |

Grupo C
| 14 de junio de 2015, 16:00 | Colombia | 0:1 (0:0) | Venezuela  | Estadio El Teniente, Rancagua                            |                                                          |
|                            |          | Reporte   | Rondón 59' | Asistencia: 12 387 espectadores Árbitro(s): Andrés Cunha | Asistencia: 12 387 espectadores Árbitro(s): Andrés Cunha |

### Amistosos internacionales

#### Masculino
| 24 de abril de 2006 | Chile                                                  | 4–1     | Nueva Zelanda |                                                                 |                                                                 |
| 21:30               | Suazo 36' · Christie 39' (o.g.) · Roco 61' · Rubio 67' | Reporte | Smeltz 14'    | Asistencia: 8,000 espectadores Árbitro(s): Jorge Osorio (Chile) | Asistencia: 8,000 espectadores Árbitro(s): Jorge Osorio (Chile) |

| 4 de junio de 2008 | Chile           | 2–0     | Guatemala |                                                                     |                                                                     |
| 19:00              | Sánchez 1', 35' | Reporte |           | Asistencia: 6,000 espectadores Árbitro(s): Antonio Arias (Paraguay) | Asistencia: 6,000 espectadores Árbitro(s): Antonio Arias (Paraguay) |

| 28 de enero de 2015 | Chile                                     | 3–2     | Estados Unidos         |                                                                          |                                                                          |
| 20:00               | R. Gutiérrez 10' · Mark González 66', 75' | Reporte | Shea 6' · Altidore 31' | Asistencia: 12,420 espectadores Árbitro(s): Patricio Loustau (Argentina) | Asistencia: 12,420 espectadores Árbitro(s): Patricio Loustau (Argentina) |

| 5 de junio de 2015 | Chile        | 1–0     | El Salvador |                                                                            |                                                                            |
| 19:00              | Valdivia 14' | Reporte |             | Asistencia: 12,500 espectadores Árbitro(s): Fernando Rapallini (Argentina) | Asistencia: 12,500 espectadores Árbitro(s): Fernando Rapallini (Argentina) |

| 16 de noviembre de 2018 | Chile                   | 2–3     | Costa Rica                      |                                                                       |                                                                       |
| 21:15                   | Vegas 70' · Sánchez 90' | Reporte | Waston 36', 59' · Matarrita 31' | Asistencia: 9,758 espectadores Árbitro(s): Germán Delfino (Argentina) | Asistencia: 9,758 espectadores Árbitro(s): Germán Delfino (Argentina) |

| 26 de marzo de 2021 | Chile                     | 2–1     | Bolivia            |                                                                                   |                                                                                   |
| 22:00               | Jiménez 12' · Meneses 20' | Reporte | Moreno Martins 18' | Asistencia: 0 (COVID-19) espectadores Árbitro(s): Juan Gabriel Benítez (Paraguay) | Asistencia: 0 (COVID-19) espectadores Árbitro(s): Juan Gabriel Benítez (Paraguay) |

#### Femenino
| 9 de junio de 2018 | Chile                                                  | 4–0     | Costa Rica |                                                                         |                                                                         |
| 19:00              | López 10' · Benavides 53' (a.g.) · Lara 70' · Aedo 82' | Reporte |            | Asistencia: 3,473 espectadores Árbitro(s): María Belén Carvajal (Chile) | Asistencia: 3,473 espectadores Árbitro(s): María Belén Carvajal (Chile) |

| 8 de octubre de 2019 | Chile                               | 3–1     | Uruguay      |                                                                        |                                                                        |
| 18:30                | Aedo 54' · Lara 73' · Kadzban 90+2' | Reporte | Carballo 44' | Asistencia: 7,677 espectadores Árbitro(s): Montserrat Maturana (Chile) | Asistencia: 7,677 espectadores Árbitro(s): Montserrat Maturana (Chile) |

## Eventos culturales

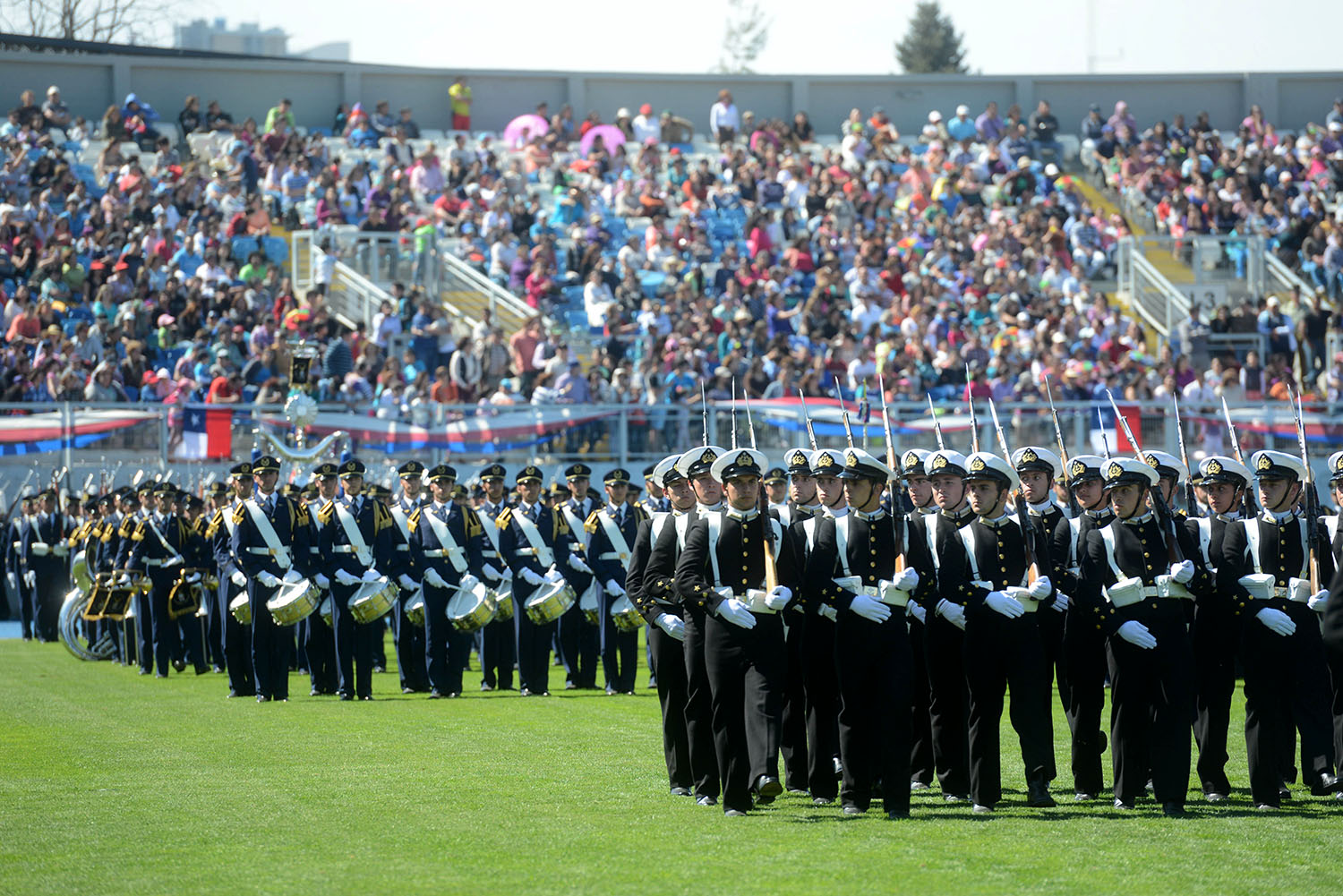
Desfile por el bicentenario de la Batalla de Rancagua en 2014.

A pesar de que la mayor cantidad de eventos que se realizan en el estadio son de índole deportivo, específicamente partidos de fútbol, El Teniente también alberga espectáculos y ceremonias.
Cada 2 de octubre se realiza en el estadio un desfile en conmemoración de la Batalla de Rancagua. La primera vez que este evento se realizó en el estadio fue en 1962. Dos años más tarde, el 2 de octubre de 1964, el desfile del sesquincenario de la batalla contó con la visita del entonces presidente de la República Francesa, Charles de Gaulle, junto con el presidente chileno de la época, Jorge Alessandri.
La Municipalidad de Rancagua también utiliza el estadio para otras celebraciones. Asimismo, el recinto se ha utilizado para espectáculos musicales, como el que realizó la banda chilena Los Prisioneros en 2002, en el marco de su gira de reencuentro, o el recital del cantante cristiano Marcos Witt de 2006.

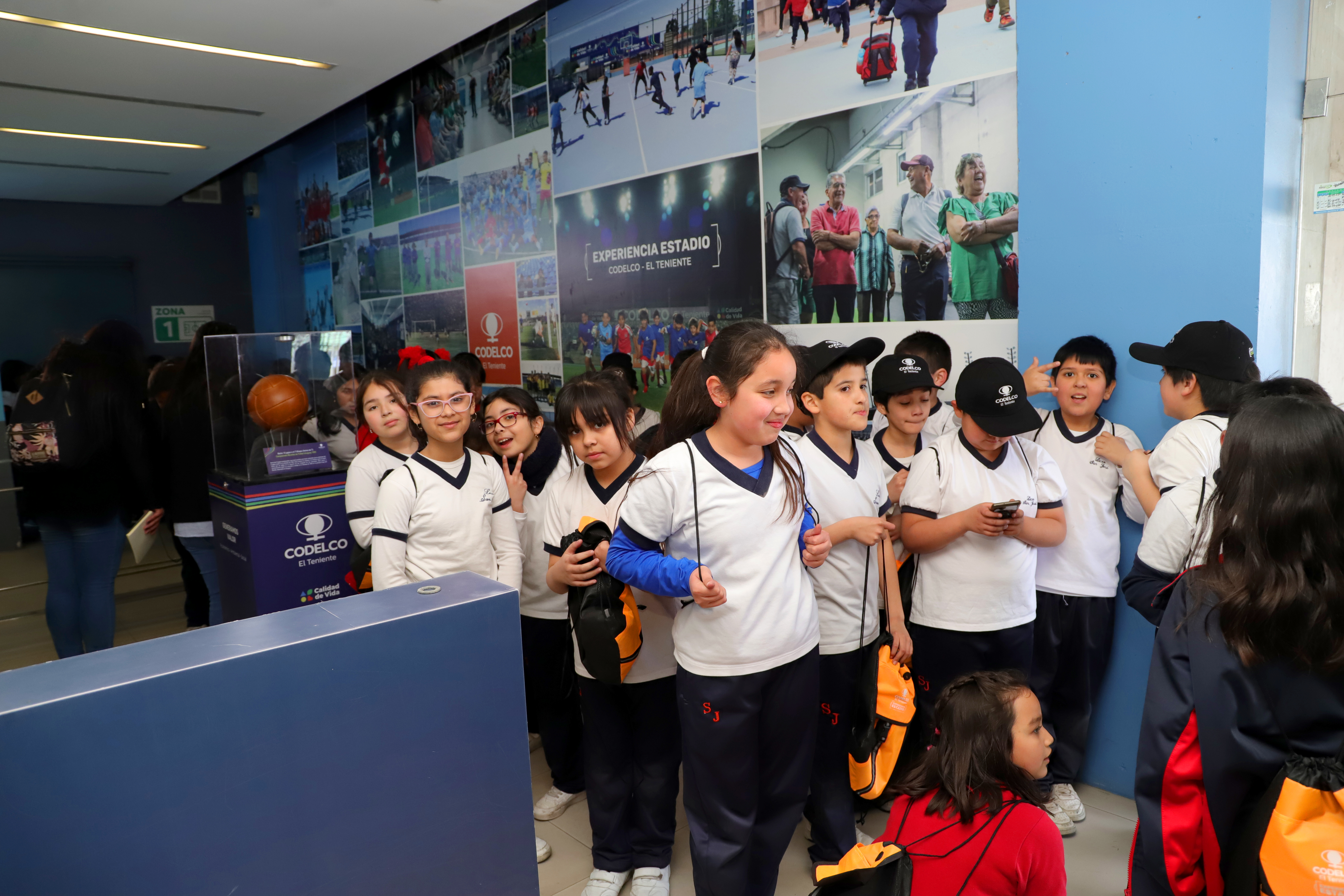
Visita del establecimiento educacional San José de Requínoa

El estadio también acoge visitas guiadas y actividades educativas y sociales promovidas por Codelco.

## Transporte

### Bus
El Terminal O'Higgins es la principal parada de autobuses de la ciudad, y el estadio se encuentra a 1,7 km siguiendo las avenidas de Rancagua. La distancia desde el terminal de buses Turbus al estadio es de 2,35 km. 
Las líneas de autobuses (micros) con parada cerca del estadio son:
 Líneas Trans O'Higgins:
- 101, 102 and 103 – Circunvalación
- 201, 202, and 203 – Isabel Riquelme
- 301, 302, 303 y 304 – Cachapoal
- 403 – Manzanal

### Tren
El estadio está a 1,9 kilómetros o 1,18 millas de la Estación Rancagua (Metrotren).

### Aeropuerto
La ciudad solo cuenta con el Aeródromo de la Independencia, pero recibe solo jets privados y vuelos del Ejército de Chile. El aeropuerto más cercano es el Aeropuerto Internacional Arturo Merino Benítez (SCL).

## Otros usos
Durante la pandemia de COVID-19, la División El Teniente puso a disposición del Ministerio de Salud las instalaciones del complejo deportivo para transformarlas en centro de vacunación y de testeo de antígenos. En marzo de 2022, la subsecretaria de Salud Pública de ese entonces, María Teresa Valenzuela, realizó una visita al estadio, calificando al centro de vacunación y testeo como "un ejemplo para Chile" y agradeciendo la colaboración público-privada en la lucha contra el coronavirus.

## Reconocimientos

### Estadios mundialistas
El estadio se encuentra entre los diez escenarios vigentes de América del Sur con más partidos recibidos de la Copa del Mundo.
| N.º | Estadio                  | Ubicación                | Ediciones  | Partidos mundialistas | Propietario                             |
| --- | ------------------------ | ------------------------ | ---------- | --------------------- | --------------------------------------- |
| 1°  | Maracaná                 | Río de Janeiro, Brasil   | 1950, 2014 | 15                    | Estado de Río de Janeiro                |
| 2°  | Centenario               | Montevideo, Uruguay      | 1930       | 10                    | Intendencia de Montevideo               |
| 2°  | Julio Martínez Prádanos  | Santiago de Chile, Chile | 1962       | 10                    | Instituto Nacional de Deportes de Chile |
| 4°  | Antonio Vespucio Liberti | Buenos Aires, Argentina  | 1978       | 9                     | Club Atlético River Plate               |
| 5°  | Sausalito                | Viña del Mar, Chile      | 1962       | 8                     | Ilustre Municipalidad de Viña del Mar   |
| 5°  | Mario Alberto Kempes     | Córdoba, Argentina       | 1978       | 8                     | Provincia de Córdoba                    |
| 7°  | Estadio Carlos Dittborn  | Arica, Chile             | 1962       | 7                     | Club Deportivo San Marcos de Arica      |
| 7°  | El Teniente              | Rancagua, Chile          | 1962       | 7                     | Codelco                                 |
| 7°  | Mané Garrincha           | Brasilia, Brasil         | 2014       | 7                     | Distrito Federal                        |
| 10° | Gran Parque Central      | Montevideo, Uruguay      | 1930       | 6                     | Club Nacional de Football               |